# Hi! Pristin
Hi! Pristin (estilizado como HI! PRISTIN) é o extended play de estreia do grupo feminino sul-coreano Pristin. Foi lançado pela Pledis Entertainment em 21 de março de 2017 e distribuído pela LOEN Entertainment. O EP contém seis faixas, incluindo a faixa-título  "Wee Woo". O grupo promoveu o álbum em diversos programas musicais.

## Antecedentes
Em 23 de março de 2016, Pledis Entertainment anunciou que iria estrear um grupo feminino, temporariamente apelidado de Pledis Girlz. 7 das 10 integrantes, Eunwoo, Kyulkyung, Nayoung, Rena, Roa, Xiyeon e Yuha participaram do programa de sobrevivência da Mnet, Produce 101. Kyulkyung e Nayoung ficaram entre as onze finalistas e conseguiram estrear no grupo projeto I.O.I. Enquanto isso, as integrantes restantes realizaram concertos semanais para promover o grupo.
O último show como Pledis Girlz foi realizado em 6 de janeiro de 2017, onde elas revelaram o nome oficial do grupo seria Pristin. Após o fim de I.O.I, em 29 de janeiro, as 10 integrantes foram finalmente reunidas.

## Lançamento
No dia 2 de março, a primeira imagem teaser foi revelada, confirmando seu primeiro mini-álbum a ser lançado em 21 de março. A programação para sua estreia foi revelada em 7 de março, enquanto a lista de faixas para o álbum saiu em 13 de março. No dia seguinte, em 14 de março, um teaser também foi lançado no canal oficial do YouTube do grupo, com uma pré-visualização de cada faixa do álbum.
O EP foi finalmente lançado no dia 21 de março através de vários sites digitais, incluindo Melon na Coreia do Sul, e iTunes para o mercado global. Fisicamente, o álbum recebeu duas versões, Prismatic e Elastin, as palavras que originaram o nome Pristin.

## Singles
O primeiro single "Wee Woo" foi usado como faixa-título para promover o álbum. Foi lançado em 21 de março, juntamente com um videoclipe.
"Black Widow" foi lançado como o segundo e último single em 19 de maio. Para fins de promoção, a música recebeu uma versão remixada, que foi usada pelo grupo para apresentar em shows de música.

### Singles promocionais
"We" foi lançado como um single digital promocional em 27 de junho de 2016, quando o grupo ainda era chamado Pledis Girlz. O single não apresenta Kyulkyung e Nayoung pois estavam promovendo com I.O.I. Um videoclipe também foi lançado no mesmo dia.

## Promoções
Pristin apresentiu "Wee Woo" pela primeira vez em 21 de março, durante a transmissão ao vivo do Mnet Present, tornando-se o primeiro novo grupo feminino a fazer isso com uma música de estreia. No dia seguinte, um showcase foi realizado, onde elas interagiram com os fãs e apresentaram faixas do álbum lançado. Em 23 de março, os estágios promocionais para a música começaram na M Countdown. Eles continuaram através do Music Bank em 24 de março, Show! Music Core em 25 de março, Inkigayo em 26 de março, Show Champion em 29 de março e The Show em 4 de abril. A última etapa para as promoções do single foi realizada no Inkigayo em 7 de maio. A música também foi realizada durante o festival KCON no Japão em 19 de maio e no Dream Concert de 2017 no Estádio da Copa do Mundo de Seul, em 6 de junho.
Para encerrar as promoções do álbum, o grupo performou uma versão remixada de "Black Widow" em programas musicais durante o período de uma semana.

## Lista de faixas
Adaptado do Naver.
| N.º            | Título         | Letras                                     | Música                               | Arranjo            | Duração |  |
| 1.             | "Be the Star"  | Nayoung Eunwoo                             | Yehana Anchor Maja Keuc              | Jo Michelle Anchor | 3:26    |  |
| 2.             | "Wee Woo"      | Sungyeon Bumzu Sophia Pae Gustav Karlstrom | Sungyeon Bumzu Anchor Park Kitae     | Bumzu Anchor Kitae | 3:12    |  |
| 3.             | "Black Widow"  | Roa Sungyeon Simon Petrén Ylva Dimberg     | Rena Petrén Dimberg Jo Michelle      | Petrén             | 3:13    |  |
| 4.             | "Running"      | Roa Rena Sungyeon                          | Sungyeon Glory Face Anchor           | Sungyeon Anchor    | 3:07    |  |
| 5.             | "Over n Over"  | Eunwoo Sungyeon Yuha Kyulkyung Xiyeon Kyla | Eunwoo Lee Joohyung Gustav Karlstrom | Joohyung Karlstrom | 3:42    |  |
| 6.             | "We"           | Roa Eunwoo Sungyeon Xiyeon                 | Eunwoo Sungyeon Kinie.K              | Kinie.K Lee Kihyun | 3:54    |  |
| Duração total: | Duração total: | Duração total:                             | Duração total:                       | Duração total:     | 18:06   |  |

Notas
- A versão do álbum de "We" apresenta todas as 10 integrantes, enquanto a versão single exclui Kyulkyung e Nayoung.

## Paradas

### Paradas semanais
| Parada (2017)                             | Melhor posição | Referência |
| ----------------------------------------- | -------------- | ---------- |
| Japão (Oricon Albums Chart)               | 157            |            |
| Coreia do Sul (Gaon Album Chart)          | 4              | [ 30 ]     |
| Estados Unidos (Billboard's World Albums) | 10             | [ 31 ]     |

### Paradas mensais
| Parada (2017)                    | Melhor posição | Referência |
| -------------------------------- | -------------- | ---------- |
| Coreia do Sul (Gaon Album Chart) | 10             | [ 32 ]     |

## Histórico da lançamento
| Região        | Data                | Formatos             | Gravadora                                | Referência          |
| ------------- | ------------------- | -------------------- | ---------------------------------------- | ------------------- |
| Coreia do Sul | 21 de março de 2017 | CD, Digital download | Pledis Entertainment, LOEN Entertainment | [ 1 ] [ 12 ] [ 13 ] |
| Mundo todo    | 21 de março de 2017 | Digital download     | Pledis Entertainment, LOEN Entertainment | [ 11 ]              |